# Helma z Benty Grange
Helma z Benty Grange je anglosaská helma pokrytá kančím hřbetem ze 7. století našeho letopočtu. Byla vyzvednuta Thomasem Batemanem v roce 1848 z mohyly na farmě Benty Grange v Monyashi v západním Derbyshiru. Hrobka byla v době Batemanových vykopávek pravděpodobně již vykradena, ale stále obsahovala další předměty vysoké hodnoty svědčící o bohatě vypraveném pohřbu, jako například fragmentární pozůstatky závěsné mísy. Helma je vystavena v muzeu Weston Park v Sheffieldu, které ji v roce 1893 zakoupilo z Batemanovy pozůstalosti.
Helma byla zkonstruována tak, že železná kostra byla zvenčí pokryta pláty z rohoviny a zevnitř látkou nebo kůží; organický materiál se mezitím rozpadl. Poskytovala určitou ochranu proti zbraním, ale byla také zdobená a možná byla určena k obřadnímu použití. Jednalo se o první objevenou anglosaskou helmu; od té doby bylo nalezeno pět dalších, a to ze Sutton Hoo, Yorku, Wollastonu, Shorwellu a Staffordshiru. Helma se vyznačuje jedinečnou kombinací konstrukčních a technických atributů, ale pro její jednotlivé vlastnosti existují soudobé paralely. Je klasifikována jako jedna z takzvaných hřebenových přileb používaných v severní Evropě od 6. do 11. století našeho letopočtu.
Nejvýraznějším prvkem helmy je symbol kance na jejím vrcholu; tento pohanský symbol směřuje ke křesťanskému kříži na nánosníku jako projev synkretismu. Je to reprezentativní příklad Anglie 7. století, kdy křesťanští misionáři pomalu převáděli Anglosasy od tradiční germánské mytologie. Zdá se, že přilba vykazuje výraznější příklon k pohanství, s velkým kancem a malým křížem. Křížek mohl být přidán pro talismanický účinek, pomoc jakéhokoli boha byla na bojišti vítána. Kanec na vrcholu erbu byl rovněž spojován s ochranou a značí období, kdy mohly být přilby s kančími hřebeny poměrně běžné, jako tomu bylo u přilby z Wollastonu anebo kance z Guilden Mordenu. Soudobý epos Beowulf se o takových přilbách zmiňuje pětkrát a hovoří o síle mužů, „když zvednutý meč, jeho otlučené ostří a lesklá čepel potřísněná krví, strhne z přilby robustní kančí hřbet“.

## Popis

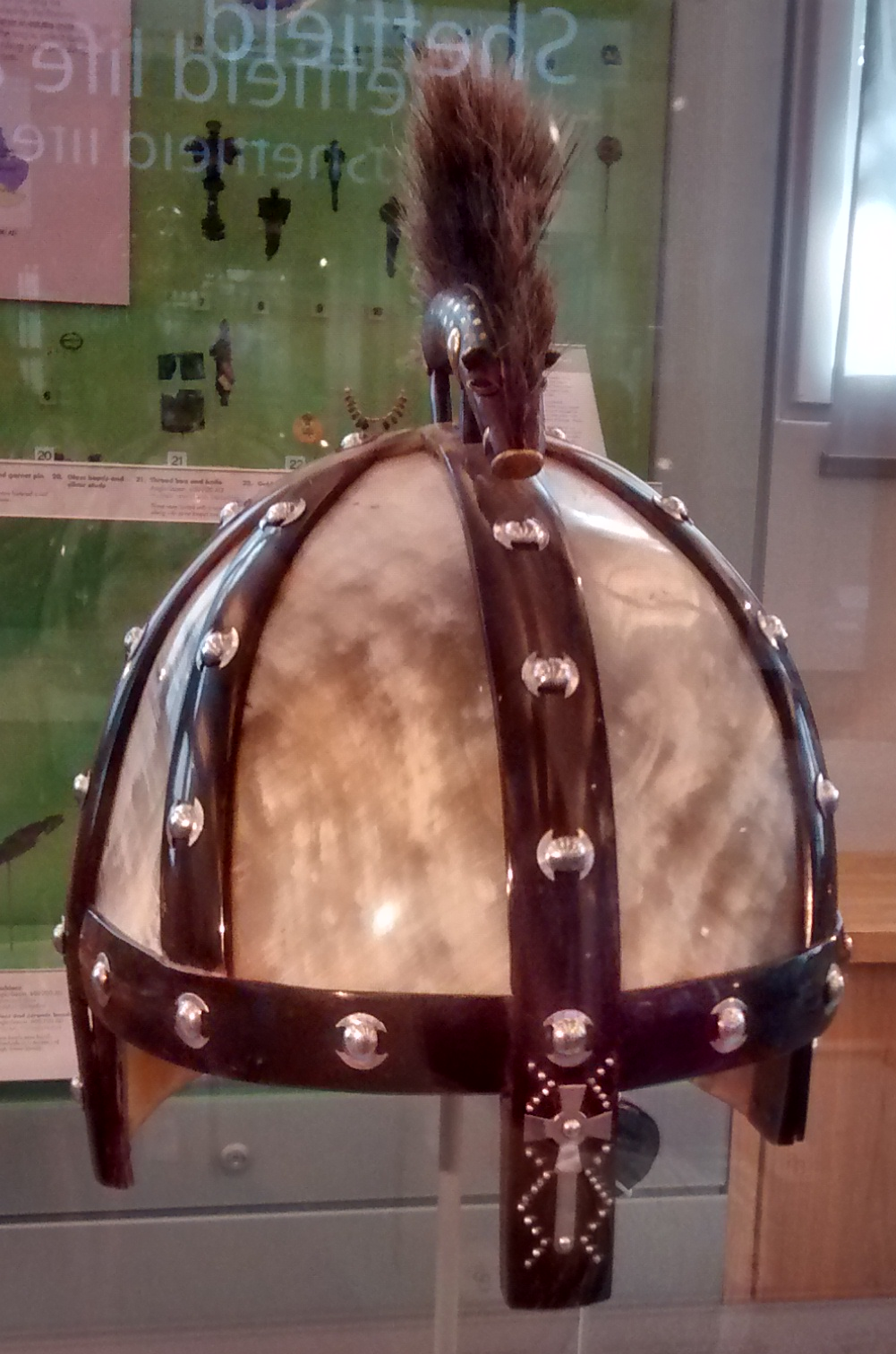
Replika přilby Benty Grange ve Weston Park Museum v Sheffieldu

Helma z Benty Grange byla vyrobena potažením železného rámu rohovinou. Pravděpodobně vážila asi 1,4 kg (3,1 lb), což je hmotnost repliky z Weston Park Museum z roku 1986. Rám, který dnes existuje v šestnácti zkorodovaných fragmentech, se původně skládal ze sedmi železných pásů, z nichž každý měl tloušťku 1 až 2 milimetry. Hlavu obepínal čelní pás dlouhý 65 cm a široký 2,5 cm. Dva stejně široké pásy vedly zepředu dozadu a ze strany na stranu. Pásek dlouhý 40 cm sahal od nosu ke krku a vepředu měřil 4,75 cm a vzadu 3,8 cm; prodloužení nad nosem bylo rovné, zatímco prodloužení vzadu bylo zahnuté dovnitř, aby se přizpůsobilo krku nositele. Boční pásek vedl od ucha k uchu; oba konce jsou mírně přerušeny pod páskem na obočí, ale jako součást ochrany tváře nebo ucha by se prodloužil ještě dále. Byl připevněn na vnější straně dexterní (pravé) strany čelenky, na vnitřní straně sinisterní (levé) strany nositele a na vnější straně pásky od nosu ke krku. Čtyři kvadranty vytvořené touto konfigurací byly rozděleny užším pomocným železným proužkem, z nichž se dnes dochoval pouze jeden. Každý pomocný pásek byl připevněn k vnější straně čelenky ve vzdálenosti 7 cm od středu bočního pásku. Zde byly široké 22 mm (0,87 palce) a zužovaly se na šířku 15 mm (0,59 palce), ale směrem k bočnímu pásu se zvedaly pod úhlem 70°, přičemž těsně pod hřebenem se překrývaly pod úhlem 50°. Vnitřní strana přilby byla původně nejspíše podšitá kůží nebo látkou, která se mezitím rozpadla.
Do osmi mezer vytvořených železným rámem bylo vyříznuto osm destiček z rohoviny, pravděpodobně měkčené a ohýbané a předpokládá se, že pochází z dobytka. Žádný roh se dnes nedochoval, ale mineralizované stopy na železných pásech zachovávají zrnitý vzor. Desky byly nasazeny na železo, čímž ho zakrývaly, a přiléhaly ke středu každého pásu. Spoje byly zakryty dalšími kusy rohoviny, které byly nařezány na šířku železných pásů a položeny na ně. Tři vrstvy - dole železo, za ním dvě vrstvy rohoviny - byly spojeny postupně nýty: železnými nýty umístěnými zevnitř přilby a nýty vyrobenými nebo potaženými stříbrem s ozdobnými hlavicemi ve tvaru dvoubřité sekery, umístěnými zvenčí, ve vzdálenosti 4 cm (1,6 palce). Stopy rohoviny na zadním prodloužení pásku od nosu k temeni a na zadním pásku na obočí naznačují, že tento materiál byl použit také na ochranu krku. Z toho vyplývá, že kusy rohoviny, které sahaly 5 cm od středu čelní pásky ke spodní části zadní nosní pásky, se setkávaly s každým prodloužením boční pásky pod úhlem 5° a dosahovaly 6,4 cm od středu čelní pásky.
Kromě estetických prvků začleněných do základní konstrukce přilby poskytují další ozdobu dva prvky: křížek na nosním pásku a kanec na hřebenu. Stříbrný kříž je 3,9 cm dlouhý a 2 cm široký a skládá se ze dvou částí. Pod něj byl přidán stříbrný pásek, který prodloužil původně rovnoramenný kříž. Byl umístěn na vrstvu rohoviny a k přilbě připevněn dvěma nýty, jedním na průsečíku obou ramen a jedním dole. Kolem kříže je v klikatém vzoru umístěno dvacet devět stříbrných cvočků z původních čtyřiceti, které byly pravděpodobně zasekány nebo vyvrtány do malých otvorů.
Nejvýraznějším prvkem helmy z Benty Grange je kanec připevněný na jejím vrcholu. Jádro jeho těla tvoří dva kusy dutých bronzových trubiček s průřezem D, jejichž ploché strany jsou od sebe vzdáleny přibližně 2 mm (0,08 palce). Prostor mezi oběma polovinami byl vyplněn látkou, pravděpodobně rohovinou nebo kovem, který se nyní rozpadl; snad vyčníval vzhůru a tvořil hřívu nebo hřbet kance, nebo, jak bylo interpretováno na replice, vytvářel prohlubeň, do níž se vešla hříva ze skutečných kančích štětin. Po obou stranách bronzového jádra byl připevněn železný plát, který tvořil viditelný vnějšek kance. Čtyři hruškovité destičky z pozlaceného stříbra - seříznuté a vypilované z římského stříbra, jak dokládá klasický listový vzor na rubu levé přední destičky a stopy po pilování na líci - působily jako boky, jimiž procházely dva stříbrné nýty, každý na svém konci. Tyto nýty držely pohromadě pět vrstev kance a byly připevněny k destičkám. Do těla kance byly umístěny otvory, pravděpodobně vyražené, které držely kruhové stříbrné cvočky o průměru přibližně 1,5 mm (0,06 palce). Kolíky, které byly pravděpodobně v jedné rovině s povrchem těla, byly vypilovány a pozlaceny a mohly představovat zlaté štětiny. Oči byly tvořeny 5 mm (0,20 palce) dlouhými oválnými granáty zasazenými do zlatých patek s filigránovým drátěným lemováním. Zásuvky byly 8 mm dlouhé a 3,5 mm široké a měly 8 mm dlouhé dříky vyplněné včelím voskem, zapuštěné do hlavy. Zdá se, že jednotlivé kusy pozlaceného bronzu tvořily ocas, kly, tlamu, čelist a uši kance, ale dnes po nich zůstalo jen málo stop. Dvě sady železných nohou - původně pravděpodobně pevných, ale v důsledku koroze dutých - připevňovaly tělo k eliptické bronzové desce; obě sady zobrazují přední nohy ohnuté dopředu, aniž by zohledňovaly anatomické rozdíly mezi předními a zadními končetinami kance. Eliptická destička je 9 cm dlouhá a maximálně 1,9 cm široká a odpovídá zakřivení přilby. Čtyři otvory označují místa pro připevnění nohou a další tři spojovaly destičku s rámem přilby, kromě velkého otvoru pro nýt mírně za středem. Deska byla pravděpodobně připevněna přímo k rámu, nohy procházely otvory v rohu.

### Funkce
Helma Benty Grange poskytovala v případě nošení v bitvě určitou ochranu a zároveň označovala postavení svého nositele. Jak ukazuje replika z Weston Parku, původně se jednalo o impozantní předmět, který mohl být určen k obřadnímu použití. Experimenty s použitím makety repliky také ukázaly, že přilba by odolala úderům sekerou, které roh poškodily, aniž by jej zcela rozbily. Šípy a oštěpy rohovinu sice prorazily, ale prorazily i moderní sklolaminátové a bezpečnostní přilby.
Helmy byly všeobecně v anglosaské Anglii vzácné a tato z Benty Grange svou bohatostí i vzácností naznačovala vysoké postavení majitele. Zdá se, že taková ochrana rozhodně patřila k výzbroji zámožných lidí. V soudobém eposu Beowulf, básni o králích a šlechticích, jsou poměrně časté, zatímco helmou zdobené hroby Vendel a Valsgärde ze stejného období ve Švédsku, považované za pohřby bohatých nekrálů, naznačují, že helmy nebyly určeny výhradně pro elitu. Přesto byly od počátku 19. století vykopány tisíce zařízených anglosaských hrobů a helmy zůstávají vzácné; to může částečně odrážet špatnou míru přežití artefaktů nebo dokonce jejich rozpoznání, ale jejich extrémní nedostatek naznačuje, že nikdy nebyly ukládány ve velkém množství.

## Objev

### Umístění

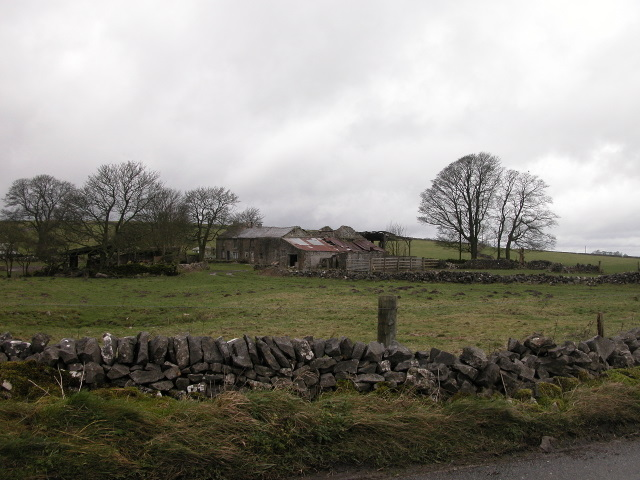
Farma Benty Grange nedaleko Monyash v Derbyshire Dales.

Helma byla nalezena v hrobce na farmě Benty Grange v hrabství Derbyshire, v dnešním národním parku Peak District. Thomas Bateman, archeolog a památkář, který vedl vykopávky, popsal Benty Grange jako „vyvýšené a pochmurné místo“; její dodnes zachovalý kurgan se nachází na prominentním místě u hlavní římské silnice, nyní A515, pravděpodobně proto, aby pohřebiště viděli projíždějící pocestní. Možná byl také navržen tak, aby se dělil o panorama s dalšími dvěma nedalekými památkami, kamenným kruhem Arbor Low a mohylou Gib Hill.
V sedmém století byl Peak District malým nárazníkovým pásmem mezi Mercií a Northumbrií, který podle kmenového úkrytu obývali anglosaští Pecsæte. Kolem osmého století se oblast dostala do područí Mercijského království; Benty Grange a další bohaté kurgany naznačují, že Pecsæteové mohli mít vlastní dynastii již dříve, ale neexistují pro to žádné písemné doklady.

### Vykopávky
Bateman vykopal kurgan dne 3. května 1848. Ačkoli se o tom ve své zprávě nezmínil, nebyl pravděpodobně první, kdo hrob vykopal. Skutečnost, že předměty byly nalezeny ve dvou shlucích vzdálených od sebe 6 stop (1,8 m) a že chyběly další předměty, které obvykle přilbu doprovázejí, například meč a štít, naznačuje, že hrob byl již dříve vykraden. Vzhledem k tomu, že je tak velký, mohl alternativně nebo dodatečně obsahovat dva hroby, z nichž však Bateman objevil pouze jeden.
Mohyla se skládá z centrální kruhové mohyly o průměru přibližně 15 m a výšce 0,6 m, z obklopující jámy široké asi 1 m a hluboké 0,3 m a z vnějších polokulovitých zemních valů širokých asi 3 m a vysokých 0,2 m. Celá stavba měří přibližně 23 × 22 m (75 × 72 stop). Bateman předpokládal, že v jejím středu kdysi leželo tělo, naplocho opřené o původní povrch půdy, z něhož se zachovalo jen málo; to, co popsal jako jediný zbytek, prameny vlasů, se nyní považuje za plášť z kožešiny, hovězí kůže nebo něčeho podobného. Nalezené předměty se nacházely ve dvou shlucích. Jeden shluk byl nalezen v oblasti předpokládaných vlasů, druhý asi 6 stop (1,8 m) západněji. V první oblasti Bateman popsal „podivnou sestavu ozdob“, které bylo obtížné úspěšně vyjmout ze ztvrdlé hlíny. Patřil k nim pohár identifikovaný původně jako kožený, ale pravděpodobně dřevěný, v ústí o průměru přibližně 3 palce (7,6 cm). Jeho okraj byl lemován stříbrem, zatímco jeho povrch zdobily „čtyři kruhové ornamenty a dva křížky z tenkého stříbra, připevněné kolíčky ze stejného kovu, sevřenými uvnitř“. Dále byly nalezeny zbytky tří závěsných rozet mísy, jakož i „uzel z velmi jemného drátu“ a „jakási tenká kost různě zdobená kosočtverci &c.“ připevněná k hedvábí, které se však vystavením působení vzduchu brzy rozpadlo.
Přibližně 6 stop (1,8 m) západně od ostatních předmětů byla nalezena změť železných předmětů. Po protřídění tato hmota zahrnovala soubor řetězů, šestihrotý kus železa připomínající vidle na seno a helmu. Jak popsal Bateman:
„Helma byla vytvořena ze železných žeber, která vyzařovala z temene hlavy a byla pokryta úzkými pláty rohoviny, vybíhajícími šikmo od žeber, takže tvořily vzor slanečkových kostí; konce byly zajištěny pásy rohoviny, vyzařujícími podobně jako železná žebra, k nimž byly přinýtovány v odstupech asi půldruhého palce: všechny nýty měly na vnější straně zdobené stříbrné hlavice a na předním žebru je malý křížek z téhož kovu. Na vrcholu neboli koruně přilby je podlouhlý oválný mosazný štítek, na němž stojí ze železa vyřezaná postava zvířete, dnes již značně zrezivělá, ale stále velmi dobře znázorňující prase: má bronzové oči. Na přilbě je také mnoho menších ozdob, bohatě zdobených nýty, které k ní patřily, ale které není možné přiřadit na správné místo, jako je tomu i u některých malých železných spon.“
Bateman uzavřel svůj popis vykopávek z roku 1849 poznámkou o obzvláště korozivní povaze půdy, což se podle něj v roce 1861 obecně projevilo v tumulech v Derbyshire." Domníval se, že je to „důsledek smíchání nebo temperování s nějakou korozivní kapalinou; výsledkem je přítomnost tenkých okrových žilek v zemi a rozklad téměř všech lidských ostatků“. Batemanův kamarád Llewellynn Jewitt, umělec a starožitník, který Batemana často doprovázel při vykopávkách, namaloval čtyři akvarely zachycující nálezy, jejichž části byly zahrnuty do Batemanovy zprávy z roku 1849. Bylo to více obrazů, než jich Jewitt vytvořil při jakémkoli jiném z jejich vykopávek, což svědčí o významu, který kurhanu v Benty Grange přikládali.

### Uchování
V roce 1948 byla helma převezena do Britského muzea, kde byla vyčištěna a prozkoumána. O povolení k provedení těchto prací bylo požádáno v předchozím roce, kdy Rupert Bruce-Mitford, který se nedávno vrátil z druhé světové války ze služby u Královského signálního sboru do funkce asistenta správce muzea, strávil nějaký čas v Sheffieldu zkoumáním hrobových předmětů z Benty Grange. Dopis T. D. Kendricka z roku 1940 do vojenského tábora Bruce-Mitforda pověřil jeho funkcí a odpovědností za nálezy v Sutton Hoo - „Připravte se na tento úkol“, stálo v závěru dopisu. Po návratu se proto pustil do studia srovnávacího materiálu; jeho práce v roce 1947 zahrnovala vykopávky lodního hrobu Valsgärde 11 ve Švédsku po boku Sune Lindqvistové a cestu do Sheffieldu, jejímž cílem bylo vyjasnit původ helmy ze Sutton Hoo srovnáním s jedinou tehdy známou anglosaskou helmou. Od kurátora a správců Weston Park Museum bylo získáno povolení k zamýšlené práci a v únoru 1948 - kdy ji Bruce-Mitford krátce před stým výročím jejího vykopání vystavil v londýnské Společnosti starožitníků - byla přilba z Benty Grange převezena do Londýna.
Na práci v Britském muzeu dohlížel správce výzkumné laboratoře Harold Plenderleith, který v některých případech, zejména v případě kančího symbolu, prováděl práci sám; další příspěvky poskytli Bruce-Mitford, technický atašé a odborník na starověké kovové výrobky Herbert Maryon a archeoložka a umělecká historička Françoise Henryová. Během sta let po vystavení na vzduchu přilba dále korodovala a některé její části se staly nerozeznatelnými. Kanec byl k nerozeznání a stříbrné nýty a kříž byly korozí téměř úplně zakryty. Silnou jehlou se podařilo inkrustaci sejmout a odhalit základní rysy. Během tohoto procesu se kanec, který byl dosud považován za pevný, zlomil ve dví. Bruce-Mitford tuto událost označil za šťastnou, protože odhalila vnitřní strukturu kance. Frederic Charles Fraser zkoumal zbytky rohoviny v Přírodovědném muzeu a prováděl pokusy s měkčením a tvarováním moderní rohoviny.

## Typologie
Helma z Benty Grange je na základě technické konstrukce a výzdoby datována do první poloviny 7. století n. l.. Je jednou ze šesti anglosaských přileb, k nimž se připojily pozdější nálezy ze Sutton Hoo, Yorku, Wollastonu, Shorwellu a Staffordshiru. Kromě francké helmy ze Shorwellu jsou to všechno příklady hřebenových přileb známých v severní Evropě v 6. až 11. století našeho letopočtu. Takové přilby se vyznačují výraznými hřebeny a zaoblenými čepci, což jsou znaky, které sdílí i příklad z Benty Grange, a kromě fragmentu z doby vikinské nalezeného v Kyjevě shodně pocházejí z Anglie nebo Skandinávie; soudobé kontinentální přilby byly především tzv. spangenhelm nebo lamellenhelm.
Podoba přilby nemá mezi dochovanými anglosaskými a hřebenovými přilbami obdoby, i když jejich jednotlivé znaky jsou společné. Zatímco ostatní anglosaské přilby byly typicky tvořeny širokými kolmými pásy a čtyřmi výplňovými pláty, jejich švédské protějšky z Vendelu a Valsgärde vykazují podobné použití tenkých železných rámů. Složitá konstrukce kančího hřbetu z Benty Grange, která kombinuje granát, filigrán, zlato, stříbro, železo a bronz, je napříč ozdobnými anglosaskými předměty ojedinělá, ale obecný kančí hřbet je paralelní s kančími hřbety z Wollastonu a Guilden Mordenu. Použití rohoviny vykazuje ještě jedna přilba, jde však o přilbu typu spangenhelm vysoce postaveného dítěte, objevenou v Kolíně nad Rýnem.

## Ikonografie
Helma byla vyrobena v době počátků křesťanství v anglosaské Anglii a jsou na ní patrné jak křesťanské, tak pohanské motivy. Kanec se odvolává na pohanskou tradici a kříž na křesťanskou víru. Británie v době starověkého Říma byla oficiálně konvertována ke křesťanství ve čtvrtém století, ačkoli keltské pohanství stále zůstávalo silné. V pátém století obrátili britští misionáři Irsko a v roce 563 se irští misionáři sídlící v klášteře Iona u západního pobřeží Skotska pustili do konverze Piktů. Po dobytí jižní Británie pohanskými Anglosasy v pátém a šestém století křesťanství v Británii téměř vymizelo, s výjimkou přežívajících keltských oblastí v jihozápadní Anglii a Walesu. V roce 597 vyslal papež Řehoř I. Veliký do Kentu gregoriánskou misii, která zahájila konverzi Anglosasů. Ta rychle obrátila království až po Northumbrii, ale po počátečním úspěchu často následovalo období odpadlictví a v několika případech se o konečné obrácení postarali irští misionáři z Iony. Není známo, zda byli Pecsætové obráceni stoupenci římské nebo irské keltské tradice.
Helma z Benty Grange byla vyrobena v tomto období změn, o čemž svědčí její synkretické zobrazení. Zdůrazňuje pohanský prvek, velký kanec dominuje malému kříži. Kříž nemusí nutně znamenat křesťanskou víru; mohl být naopak zvolen pro svůj amuletární účinek. Ať už stála za náboženskou konverzí jakákoli politika, bitevní pole nebylo místem pro diskriminaci bohů.

### Kanec

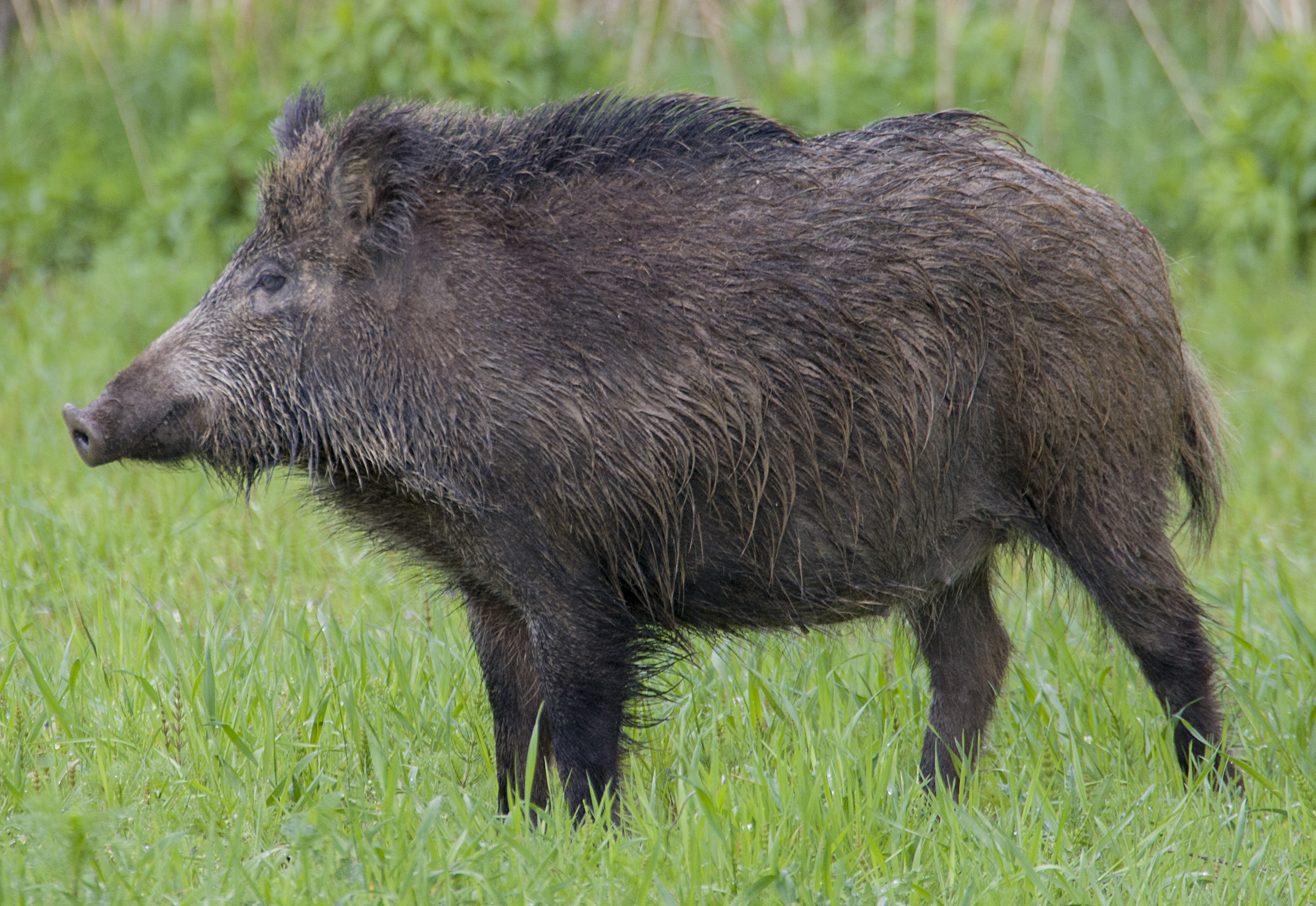
Středoevropský kanec

Kanec měl symbolický význam v pravěké Evropě, kde byl podle archeoložky Jennifer Fosterové „uctíván, opěvován, loven a pojídán... po tisíciletí, až do svého faktického vyhynutí v nedávné historické době“. Anglosaské symboly kance navazují na tisíc let starou podobnou ikonografii, přicházejí po laétských exemplářích ve 4. století př. n. l., galské exempláře o tři století později a římští kanci ve 4. století n. l. Pravděpodobně představují sloučenou tradici evropských a středomořských kultur. U jazykově keltských komunit v Evropě doby železné byl prý kanec posvátnou postavou bohyně matky, zatímco římský historik Tacitus, píšící kolem 1. století n. l., naznačil, že baltští Aesti nosili v boji symboly kance, aby se dovolávali její ochrany.
Helmy s kančími hřbety jsou vyobrazeny na kotli z Gundestrupu z přelomu tisíciletí, objeveném v Dánsku, a na talíři ze Švédska z Torslundy, vyrobeném o 500 let později. Také Římané měli kance jako jeden z mnoha svých symbolů - čtyři legie, včetně dvacáté, ho přijaly za svůj znak. V kontinentální germánské tradici se kanec udržel i během téměř 400 let římské nadvlády v Británii, například ve spojení se skandinávskými bohy Freyjou a Freyrem. Jeho návrat do popředí v anglosaském období, jak jej představují kanci z Benty Grange, Wollastonu, Guilden Mordenu a Horncastlu, proto může naznačovat spíše postřímské znovuzavedení germánské tradice z Evropy než pokračování tradice v Británii přes 400 let římské nadvlády. Ať už je jeho přesná symbolika jakákoli, zdá se, že anglosaský kanec byl spojován s ochranou; básník Beowulf to jasně uvádí, když píše, že kančí symboly na helmách střežily bojovníky, kteří je nosili.

### Kančí hřbety vBeowulfovi

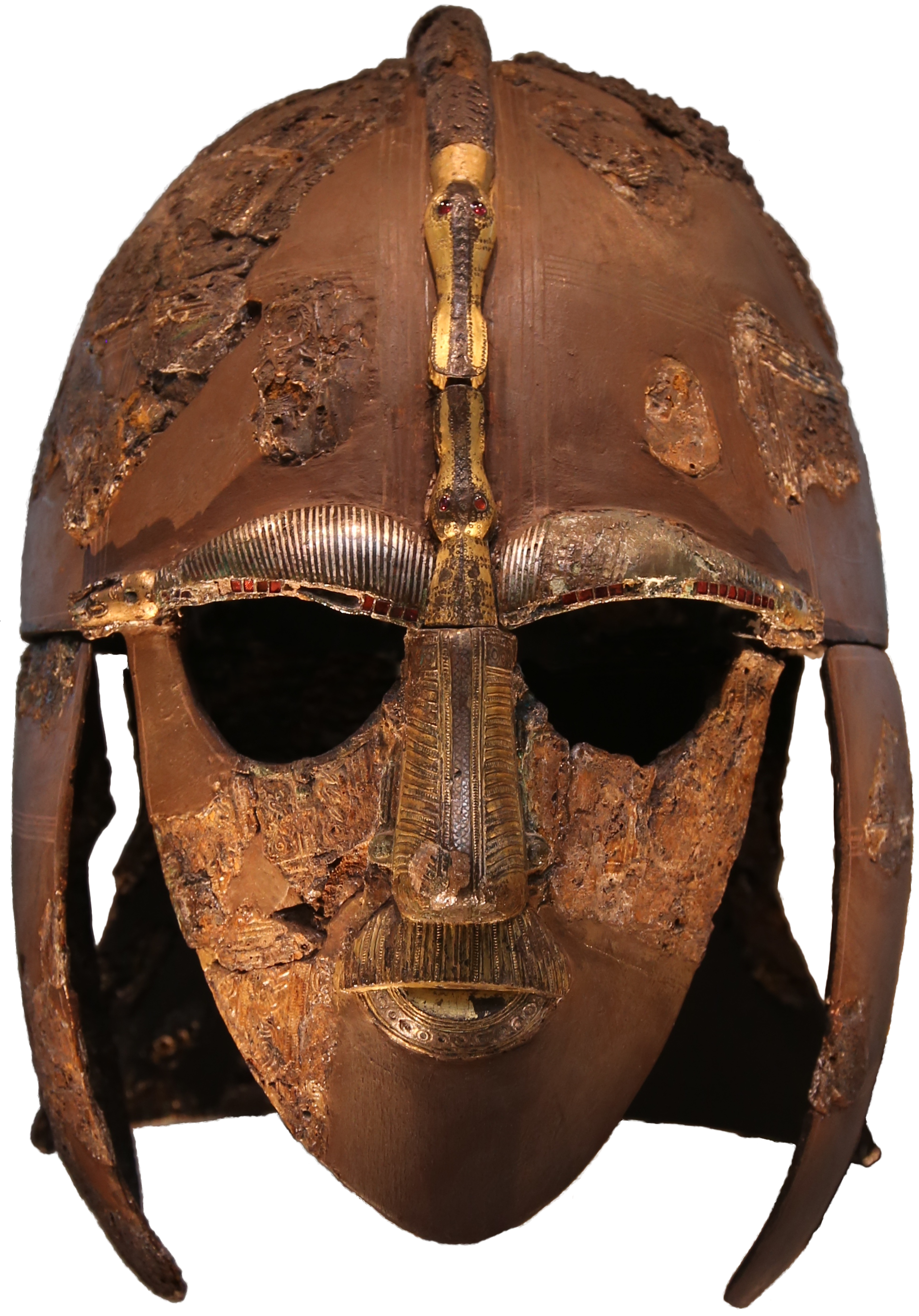
Helma ze Sutton Hoo vykazuje další styl kančího motivu zmíněného v Beowulfovi

Helma z Benty Grange evokuje anglosaskou báseň Beowulf, v níž jsou přilby zdobené kančími hřebeny zmíněny pětkrát. Zdá se, že tři pasáže popisují příklady, které jsou stejně jako helma Benty Grange zakončeny volně stojícím kancem. Poté, co je Æschere zabit Grendelovou matkou, se v nářku krále Hrothgara hovoří o takových helmách.
Ne frin þu æfter sælum! Sorh is geniwod
Denigea leodum. Dead is Æschere,
Yrmenlafes yldra broþor,
min runwita ond min rædbora,
eaxlgestealla, ðonne we on orlege
hafelan weredon, þonne hniton feþan,
eoferas cnysedan. Swylc scolde eorl wesan.
æþeling ærgod, swylc Æschere wæs! – Staroanglický text

Pokoj? Co je to pokoj? Smutek se vrátil.
Běda Dánům! Æschere je mrtvý.
Byl to Yrmenlafův starší bratr.
a můj spřízněný duch, můj věrný rádce,
mou pravou rukou, když se střetly řady
a naše kančí hřbety musely vzít za své.
na bojové linii.
Æschere byl vším, co svět obdivuje na moudrém muži a příteli.

Zkáza, kterou způsobila Grendelova matka, sama o sobě evokuje helmu s kančím hřbetem, neboť "[její] nápor byl menší jen o tolik, o kolik je síla amazonského válečníka menší než síla ozbrojeného muže, když zvedne meč, jeho zatlučené ostří a lesknoucí se čepel potřísněnou krví, z helmy strhl robustní kančí hřbet" (Wæs se gryre læssa efne swa micle, swa bið mægþa cræft, wiggryre wifes be wæpnedmen, þonne heoru bunden, hamere geþruen, sweord swate fah swin ofer helme ecgum dyhtig andweard scireð. ). Tyto dva úryvky pravděpodobně odkazují na kančí hřebeny, jaké se nacházejí na přilbách Benty Grange a Wollaston, a na odděleného kance Guilden Morden.